# Puerto Quijarro
Puerto Quijarro – miasto w Boliwii, w departamencie Santa Cruz, w prowincji Germán Busch.